# Белоглава овесарка
Белоглавата овесарка (Emberiza leucocephalos) е птица от семейство Чинкови (Fringillidae).

## Разпространение
Видът се размножава в голяма част от умерена Азия, мигрирайки на юг към Централна Азия, Северна Индия и Южен Китай през зимата. По-рядко може да се види и в Западна Европа, но често зимува в Североизточна Италия и Тоскана.
Среща се и в България.

## Описание
Белоглавата овесарка достига на дължина до около 16 – 17,5 cm. Мъжкият има бяло теме и бузи, кестеняво чело и гърло и силно набразден кафяв гръб. Женската е много по-набраздена от долната си страна.